# Schlacht bei Sedemünder

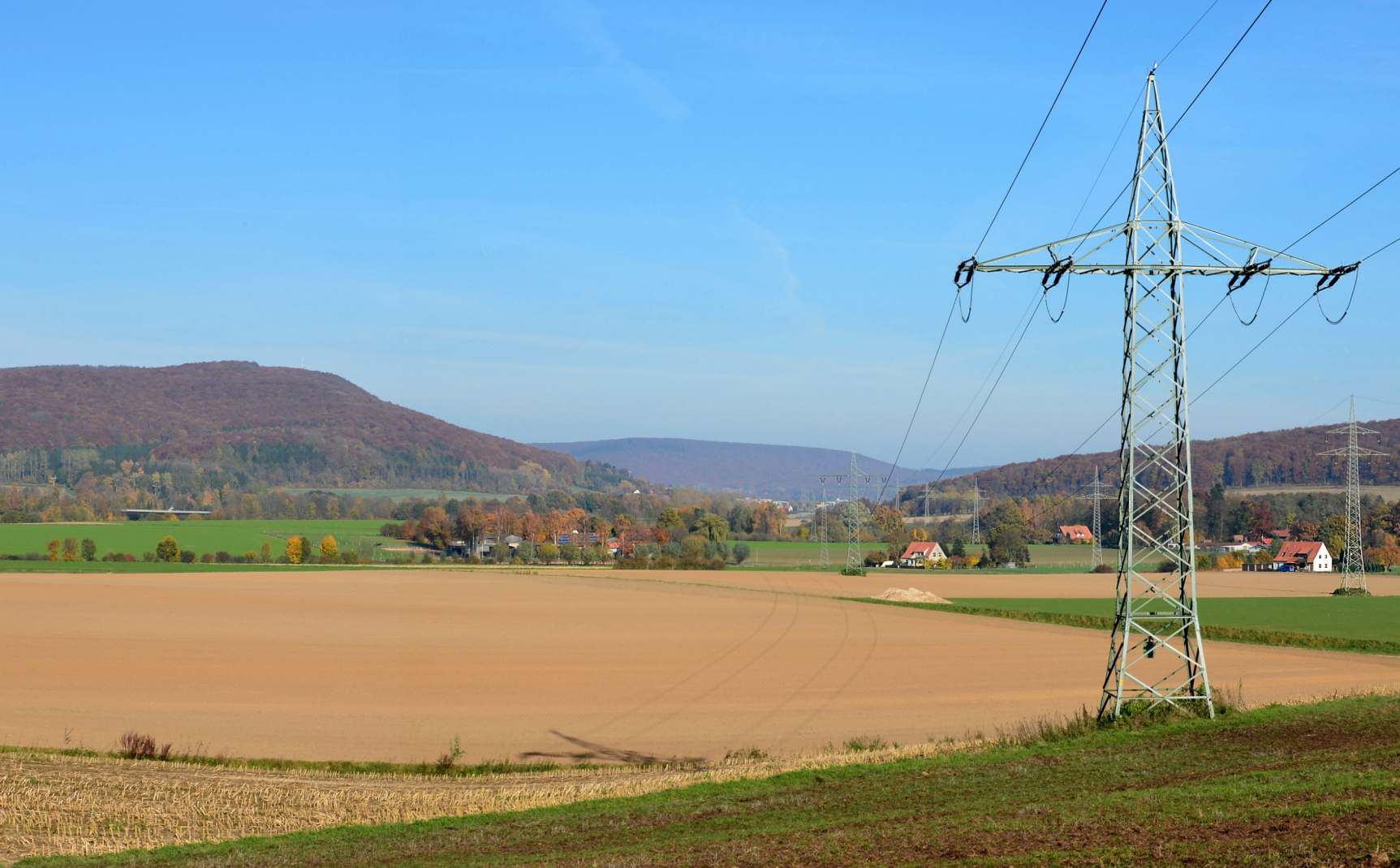
Landschaft bei Sedemünder mit Blick auf die Deisterpforte

Die Schlacht bei Sedemünder war eine militärische Auseinandersetzung zwischen dem bischöflichen Heer des Mindener Bischofs Wedekind und einem Hamelner Bürgerheer. Sie fand am 28. Juli 1260, manchen Quellen zufolge am 28. Juli 1259, nahe dem später wüst gefallenen Dorf Sedemünder südlich der Deisterpforte im heutigen Niedersachsen statt. Die Schlacht endete mit der vernichtenden Niederlage des Bürgerheers, dessen überlebende Angehörige in Mindener Gefangenschaft kamen. Die Zahl der Beteiligten und mögliche Verluste sind nicht bekannt.
Anlass der Auseinandersetzung, die als Mindener Fehde bezeichnet wird, war ein 1259 geschlossener Kaufvertrag, mit dem der Abt von Fulda die Hoheitsrechte über Stadt und Stift Hameln dem Bischof von Minden für 500 Mark Silber übereignete. Dadurch sahen die Hamelner Bürger die Unabhängigkeit der Stadt bedroht und lehnten sich mit militärischen Mitteln dagegen auf.
Nach der Schlacht kam es bereits im Herbst 1260 durch die braunschweigisch-lüneburgischen Herzöge Albrecht I. und Johann I. zu einem Vergleich, durch den sich Hameln aus der Vorherrschaft des Mindener Bischofs lösen konnte. Er trat die Hälfte seiner Rechte an die beiden Herzöge ab. Im Jahr 1277 bestätigte Albrecht I. den Hamelner Bürgern ihre Privilegien. Er war auf die Ausdehnung seines Machtbereiches bis an die Weser bedacht und machte Hameln zu einer welfischen Landstadt mit rund 2000 Einwohnern. Damit zählte der Ort zu den vier großen Städten des Herzogtums Braunschweig-Lüneburg.
An die Schlacht erinnert ein vom Heimatbund Springe aufgestellter Gedenkstein an der Wüstungsstelle des Dorfes Sedemünder, das vermutlich im 15. Jahrhundert aufgegeben wurde.